# Patricia Mihalics
Patrícia Mihalics (* 26. Mai 1996 in Lustenau, geborene Patrícia Kovács) ist eine österreichische Handballspielerin, die für den österreichischen Verein Hypo Niederösterreich auf den Positionen Rückraum Mitte und Links spielt.

## Vereinskarriere
Mihalics spielte anfangs für den österreichischen Verein Hypo Niederösterreich, ab 2017 für den ungarischen Verein Ipress Center-Vác, wechselte zum Juni 2018 zum deutschen TuS Metzingen und war ab Juni 2020 für den ungarischen Verein Mosonmagyaróvári KC SE aktiv. Zur Saison 2023/24 kehrte sie zu Hypo Niederösterreich zurück. Mit Hypo Niederösterreich gewann sie 2024 und 2025 die österreichische Meisterschaft und 2024 und 2025 den ÖHB-Cup.
Mit den Teams war sie auch in europäischen Vereinswettbewerben aktiv wie der EHF Champions League, dem Europapokal der Pokalsieger und der EHF European League.
Im Jahr 2022 stach sie mit ihrer Performance als Österreicherin im Ausland hervor und wurde daher als "Legionärin des Jahres 2022" ausgezeichnet.

## Auswahlmannschaften
Sie spielt seit 2015 in der österreichischen A-Nationalmannschaft. Bei der Weltmeisterschaft 2021 in Spanien, bei der sie in allen sechs Spielen eingesetzt wurde und 43 Treffer erzielte, war sie die erfolgreichste Spielerin nach Toren plus Vorlagen. Mit Österreich nahm sie an der Weltmeisterschaft 2023 teil und schloss das Turnier auf dem 19. Platz ab. Kovacs erzielte im Turnierverlauf 17 Treffer.